# Областная
«Областная» — российская региональная газета, расположенная в Иркутске. Основными направлениями деятельности газеты «Областная» являются: информирование общественности, публикация правовых актов органов государственной власти Иркутской области, иной официальной информации.
Кроме того, газета рассказывает о главных событиях жизни региона, областного центра и других территорий Приангарья. В газете и на её сайте отражены новости политической, экономической, культурной, социальной и спортивной жизни региона.
В 2011 году газета реализовала крупный проект, посвященный историческим зданиям Иркутска, а в 2012 году редакция газеты "Областная" запустила проект, приуроченный к 75-летию региона.

## История
Газета «Областная» основана в соответствии с распоряжением Губернатора Иркутской области N 351-РА от 22.11.2005 г.
Учредители газеты — Правительство Иркутской области и Законодательное собрание Иркутской области.

## Об издании
Общественно-политическая газета «Областная» — издание, которое всесторонне освещает жизнь Иркутской области, деятельность регионального правительства и депутатского корпуса. В каждом номере публикуются актуальные новости, репортажи, интервью с государственными деятелями, авторитетными экспертами и известными людьми региона. Материалы, публикуемые в газете, рассчитаны на широкий круг читателей, которых интересует настоящее и будущее Иркутской области.